# Pazderna (Vyškov)

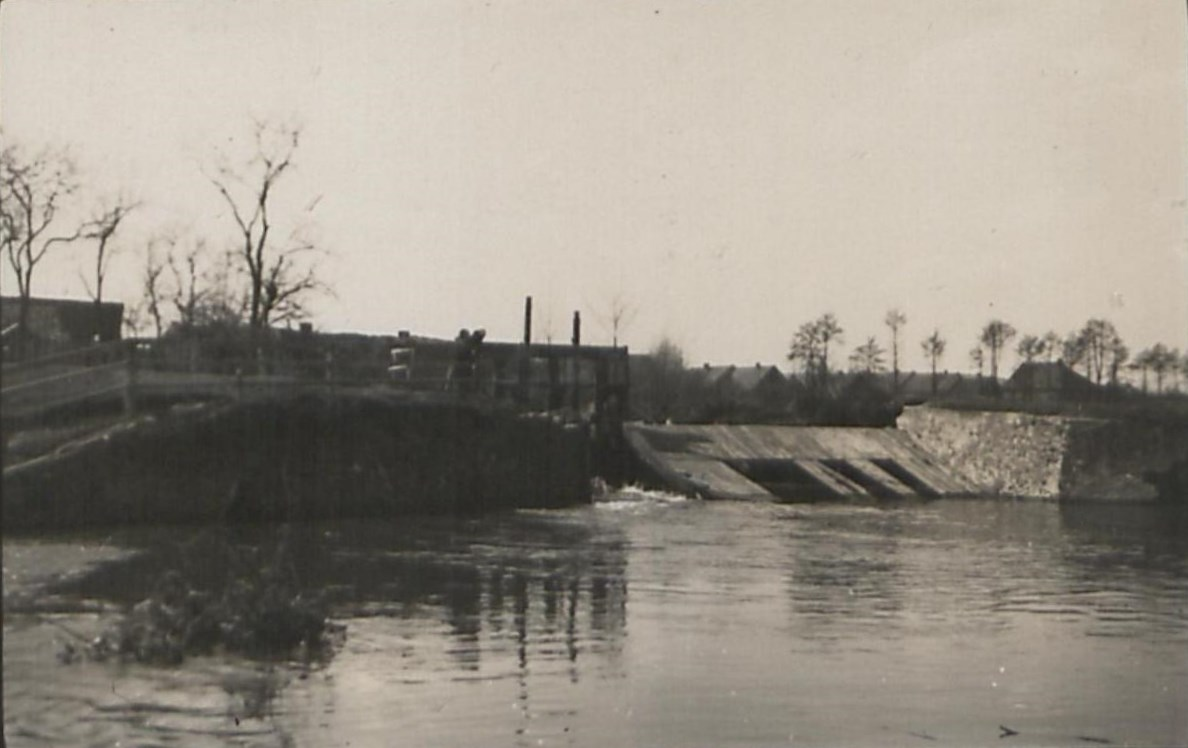
Durch das Märzhochwasser von 1931 beschädigtes Mühlenwehr

Pazderna (deutsch Pazdierna, 1939–1945: Pasdern) ist ein Ortsteil von Vyškov in Tschechien. Er liegt einen Kilometer nordwestlich des Stadtzentrums von Vyškov und gehört zum Okres Vyškov.

## Geographie
Pazderna befindet sich rechtsseitig der Haná in der Vyškovská brána (Wischauer Tor).
Nachbarorte sind Radslavičky und Radslavice im Norden, Pustiměřské Prusy und Ivanovice na Hané im Nordosten, Křižanovice u Vyškova im Osten, Vyškov-Předměstí im Südosten, Vyškov-Město und Sídliště Osvobození im Süden, Drnovice im Südwesten, Ježkovice im Westen sowie Opatovice und Dědice im Nordwesten.

## Geschichte

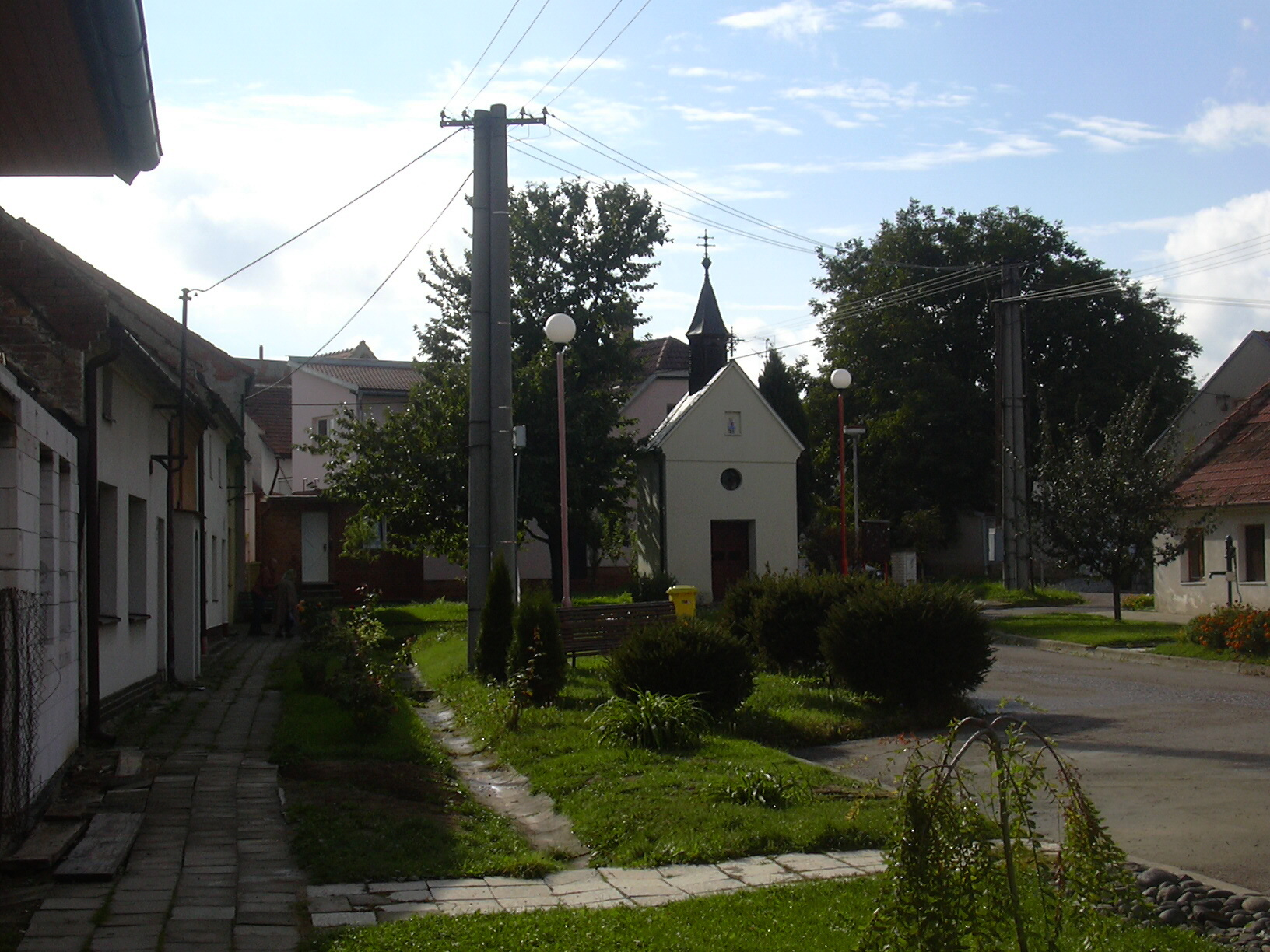
Dorfplatz mit Kapelle

Die Kolonie Pazderna wurde um 1750 an der Grenze zwischen der erzbischöflichen Herrschaft Wischau und der Herrschaft Kojetein gegründet. 1793 standen in Pazderna 33 Häuser, in denen 175 Menschen lebten.
Im Jahre 1834 bestand das im Brünner Kreis gelegene Dorf Pazdierna bzw. Pazderňa aus 37 Häusern mit 205 mährischsprachigen Einwohnern; davon gehörten 23 Häuser mit 127 Einwohnern zur Herrschaft Kojetein und 14 Häuser mit 78 Einwohnern zum Gut Witzomieřitz. Erwerbsquellen bildeten die Leinwandbleiche und etwas Landwirtschaft. Pfarr- und Schulort war Dieditz. Bis zur Mitte des 19. Jahrhunderts blieb Pazdierna anteilig den Herrschaften Kojetein und Wischau untertänig.
Nach der Aufhebung der Patrimonialherrschaften bildete Pazděrna / Pazdierna ab 1850 einen Ortsteil der Marktgemeinde Dědice im Gerichtsbezirk Wischau. Ab 1869 gehörte Pazděrna zum Bezirk Wischau; zu dieser Zeit hatte das Dorf 243 Einwohner und bestand aus 38 Häusern. Seit Beginn des 20. Jahrhunderts wird Pazderna als tschechischer Ortsname verwendet. Im Jahre 1900 lebten in Pazderna 199 Personen; 1910 waren es 231. Nach dem Ersten Weltkrieg zerfiel der Vielvölkerstaat Österreich-Ungarn, das Dorf wurde 1918 Teil der neu gebildeten Tschechoslowakischen Republik. Beim Zensus von 1921 lebten in den 44 Häusern von Pazderna 208 Tschechen. 1930 bestand Pazderna aus 47 Häusern und hatte 215 Einwohner. Bei Pazderna befand sich in der Haná das Wehr der Wassermühle Tomáškův mlýn; es wurde beim Hochwasser am 22./23. März 1931 stark beschädigt. Im Zuge der Regulierung der Haná erfolgte die Verfüllung des Mühlgrabens. Von 1939 bis 1945 gehörte Pazderna / Pasdern zum Protektorat Böhmen und Mähren. Ende 1941 wurde Pazderna zusammen mit Dědice nach Wischau zwangseingemeindet. Nach dem Ende des Zweiten Weltkrieges wurden im Jahre 1945 die alten Verwaltungsstrukturen und damit auch die Gemeinde Dědice wiederhergestellt. 1949 erfolgte die erneute Eingemeindung nach Vyškov. Im Jahre 1950 hatte Pazderna 198 Einwohner. Beim Zensus von 2001 lebten in den 115 Häusern von Pazderna 356 Personen.

## Ortsgliederung
Der Ortsteil Pazderna ist Teil des Katastralbezirkes Dědice u Vyškova.

## Sehenswürdigkeiten
- Kapelle auf dem Dorfplatz
- Gusseisernes Kreuz, im nördlichen Teil des Dorfes